# Polynesian Society

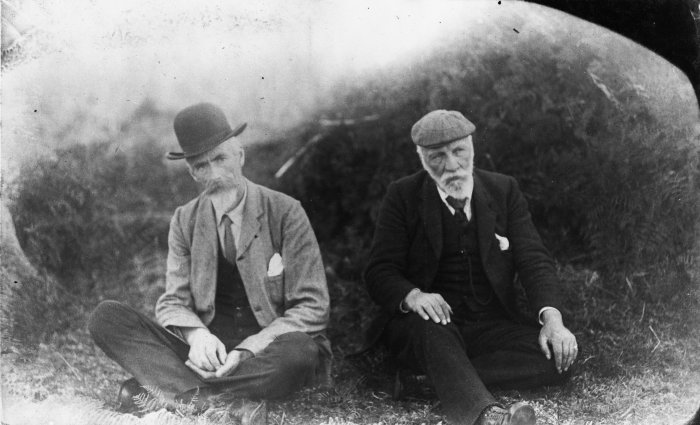
Elsdon Best et Stephenson Percy Smith, 1908

La Polynesian Society (Société polynésienne en français) est une société savante néo-zélandaise fondée en janvier 1892 et basée à l'origine à Wellington et aujourd'hui à Auckland. Parmi ses fondateurs, on retrouve essentiellement des administrateurs coloniaux (les ethnologues de l'époque), dont les plus célèbres sont Elsdon Best, Stephenson Percy Smith, Edward Tregear ou encore Walter Edward Gudgeon. De 112 au départ, le nombre de ses membres culminera à 1300 en 1965.   
La société commença à publier dès l'année de sa création une revue bimestrielle intitulée The Journal of the Polynesian Society connu parmi les spécialistes sous l'acronyme JPS. Stephen Percy Smith en fut le rédacteur en chef jusqu'en 1922. Comme bien souvent à l'époque où les publications scientifiques sont liées à des enjeux politiques, la fondation de la Société correspond également à l'intérêt grandissant des autorités néo-zélandaises pour la Polynésie dans sa globalité. Celle-ci intervient en effet quatre années seulement après la mise en place du protectorat britannique sur les îles Cook et 9 ans avant l'annexion néo-zélandaise. La Nouvelle-Zélande avait dès cette époque pour ambition de devenir une puissance régionale, ou tout au moins une base avancée des intérêts britanniques dans cette partie du globe. De nos jours, cette publication de renommée internationale demeure par la qualité de ses articles et les matériaux récoltés particulièrement dans les numéros les plus anciens une mine d'informations et une formidable source pour la connaissance de la société māori et du Pacifique insulaire. 
Outre le JPS, la société a également publié un certain nombre de monographies rarement traduites, dont les plus notables sont History and Traditions of the Taranaki Coast (1910) et The Lore of the Whare Wananga (1913–15) de S. Percy Smith, The Moriori People of the Chatham Islands (1911) d'A. Shand ou encore The Maori (1924) de Elsdon Best.

## Sources
- G.M. Byrnes, 'Smith, Stephenson Percy 1840 - 1922'.  Dictionary of New Zealand Biography, mise à jour le 7 avril 2006. URL: www.dnzb.govt.nz
- Encyclopedia of New Zealand
- Polynesian Society